# Corylus colchica
Corylus colchica là một loài thực vật có hoa trong họ Betulaceae. Loài này được Albov mô tả khoa học đầu tiên năm 1895.
Là liài đặc hữu Armenia và Gruzia ở vùng Caucasus. Nó có thể chịu được băng giá hơn nhiều các loài khác của chi của nó. Nó có hạt nhỏ ăn được vào tháng Chín. Nó không được trồng thương mại cho thực phẩm bởi vì hạt có kích thước nhỏ. Vỏ của quả hạch là hình bầu dục và hạt tròn. Cây đôi khi được lai với cây hazel thông thường để tạo ra một cây lai có thể phát triển trong điều kiện khí hậu lạnh hơn.